# Sonamura
Sonamura is een nagar panchayat (plaats) in het district Sipahijala van de Indiase staat Tripura. 

## Demografie
Volgens de Indiase volkstelling van 2001 wonen er 9.997 mensen in Sonamura, waarvan 51% mannelijk en 49% vrouwelijk is. De plaats heeft een alfabetiseringsgraad van 73%. 